# Fritz Vogelgsang
Fritz Vogelgsang (* 1. März 1930 in Stuttgart; † 22. Oktober 2009 in Xiva de Morella, Spanien) war ein deutscher Übersetzer, Essayist und Herausgeber.

## Leben
Fritz Vogelgsang hielt sich 1952 und 1953 zu Studienzwecken in Spanien auf. Von 1964 bis 1974 war er Literaturredakteur der Stuttgarter Zeitung. Von 1974 bis 1980 arbeitete er als Lektor im Cotta bzw. Klett-Cotta Verlag. Ab 1980 arbeitete Vogelgsang als freiberuflicher Übersetzer und lernte als Autodidakt die Katalanische Sprache. Er übersetzte u. a. literarische Werke der Nobelpreisträger Miguel Ángel Asturias, Juan Ramón Jiménez, Pablo Neruda und Octavio Paz. Weitere von ihm ins Deutsche übersetzte Autoren sind Salvador Espriu, Ramón del Valle-Inclán, Rafael Alberti und Joanot Martorell. Auch als Herausgeber der Werkausgabe von Antonio Machado fand Vogelgsang große Anerkennung. „Seine Verdienste um die spanische Literatur in den deutschsprachigen Ländern sind unabschätzbar groß“, schrieb Andreas Dorschel 2007. Vogelgsang erhielt zahlreiche Auszeichnungen.
Fritz Vogelgsang lebte zuletzt im Dorf Xiva de Morella, acht Kilometer von Morella entfernt, und in Markgröningen, im Stadtteil Unterriexingen.

## Auszeichnungen
- Literaturpreis der Stadt Stuttgart (1978)
- Christoph-Martin-Wieland-Preis (1979)
- Premio Nacional de Formento de la Traducción de Autores Espanoles (1984)
- Premi de Literatura Catalana (1985)
- Johann-Heinrich-Voß-Preis für Übersetzung (1991)
- Wilhelm-Merton-Preis für Europäische Übersetzungen (2001)
- Preis der Leipziger Buchmesse (2008) für die deutsche Übersetzung von Der Roman vom Weißen Ritter Tirant lo Blanc (Joanot Martorell) aus dem Altkatalanischen

## Übersetzungen
- Rafael Alberti: Ich war ein Dummkopf, und was ich gesehen habe, hat mich zu zwei Dummköpfen gemacht. Sermone und Seelenräume, Stuttgart 1982
- Rafael Alberti: Über die Engel, Stuttgart 1981
- Vicente Aleixandre: Die Zerstörung oder die Liebe, Stuttgart 1978
- Miguel Ángel Asturias: Legenden aus Guatemala, Wiesbaden 1960
- Gustavo Adolfo Bécquer: Die grünen Augen, Stuttgart 1982
- Jorge Carrera Andrade: Poemas, Stuttgart 1980
- Rosario Castellanos: Die neun Wächter, Frankfurt a. M. 1962.
- Rosalía de Castro: An den Ufern des Sar, Frankfurt am Main 1987.
- Salvador Espriu: Ende des Labyrinths, Frankfurt am Main 1986.
- Salvador Espriu: Obra poètica. 3 Bde. Zürich 2007.
- Salvador Espriu: Die Stierhaut. Vervuert Verlag, Frankfurt am Main 1985, ISBN 978-3-921600-37-5.
- Salvador Espriu: Der Wanderer und die Mauer. Ende des Labyrinths, München [u. a.] 1990.
- Flamenco-Verse, Zürich 1964.
- Ian Gibson: Lorcas Tod, Frankfurt am Main 1976.
- Luis de Góngora y Argote: Góngora, Frankfurt am Main 1985.
- Juan Goytisolo: Spanien und die Spanier, Luzern [u. a.] 1969.
- Vicente Huidobro: Poesie, Frankfurt a. M. 1966.
- Juan Ramón Jiménez: Platero und ich, Frankfurt am Main 1987.
- Juan Ramón Jiménez: Stein und Himmel, Stuttgart 1982.
- Juana Inés de la Cruz: Erster Traum, Frankfurt am Main [u. a.] 1993.
- Antonio Machado: Antonio Machado, Frankfurt a. M. 1964.
- Antonio Machado: Campos de Castilla, Zürich 2001.
- Antonio Machado: La guerra, Zürich 2010.
- Antonio Machado: Juan de Mairena, Zürich 2005.
- Antonio Machado: Nuevas canciones. De un cancionero apocrifo, Zürich 2007.
- Antonio Machado: Soledades, Zürich 1996.
- Joanot Martorell: Der Roman vom weißen Ritter Tirant lo Blanc, Frankfurt am Main.

1. Erstes und zweites Buch, 1990.
2. Drittes Buch, 2007.
3. Viertes und fünftes Buch, 2007

- Ōgai Mori: Die Wildgans, Frankfurt 1962
- Pablo Neruda: Letzte Gedichte, Darmstadt 1975
- Pablo Neruda: Liebesgedichte, Darmstadt 1977
- Octavio Paz: Freiheit, die sich erfindet, Neuwied 1971
- Octavio Paz: Das fünfarmige Delta, Frankfurt am Main 2000 (übersetzt zusammen mit Rudolf Wittkopf)
- Octavio Paz: Gedichte, Frankfurt am Main 1977
- Octavio Paz: Sor Juana Inés de la Cruz oder Die Fallstricke des Glaubens, Frankfurt am Main 1991 (übersetzt zusammen mit Maria Bamberg)
- Octavio Paz: Suche nach einer Mitte, Frankfurt am Main 1980
- Octavio Paz: Vrindavan und andere Gedichte aus dem Osten, Frankfurt am Main 1994
- Fernando de Rojas: La Celestina oder Tragikomödie von Calisto und Melibea, Frankfurt am Main 1989
- Soleares, Stuttgart-Möhringen 1970
- Teresa von Ávila: Die innere Burg, Stuttgart 1966
- Ramón María del Valle-Inclán: Adega, Stuttgart 1986
- Ramón del Valle-Inclán: Die Hauptmannstochter, Frankfurt am Main 1981
- Ramón del Valle-Inclán: Der Karlistenkrieg, Stuttgart 1981
- Ramón del Valle-Inclán: Karneval der Krieger, Stuttgart 1982
- Ramón del Valle-Inclán: Die Papierrose und Das Haupt des Täufers, Bad Homburg 1983
- Ramón del Valle-Inclán: Silbergesicht, Bad Homburg 1983
- Ramón del Valle-Inclán: Der Staatsrock des Verblichenen, Frankfurt am Main 1981
- Ramón del Valle-Inclán: Wappenadler, Bad Homburg 1983
- Ramón del Valle-Inclán: Wintersonate, Stuttgart 1985
- Ramón del Valle-Inclán: Wolfsballade, Bad Homburg 1984
- Ramón del Valle-Inclán: Wunderworte. Glanz der Bohème, Stuttgart 1983
- Lope de Vega: Hirten von Bethlehem, Frankfurt am Main 1986